# Collider Detector at Fermilab
Der Collider Detector at Fermilab, kurz CDF, ist ein Experiment der Teilchenphysik am Proton-Antiproton-Speicherring Tevatron des Fermi National Accelerator Laboratorys. Das CDF-Experiment wird von einer internationalen Kollaboration betrieben, in der sich etwa 600 Physiker aus 60 Universitäten und nationalen Forschungseinrichtungen aus 13 Ländern zusammengeschlossen haben.

## Geschichte
Das Experiment wurde im August 1981 vorgeschlagen und am 1. April des darauf folgenden Jahres genehmigt. Die ersten Daten, die zur Publikation von Messergebnissen führten, wurden 1987 aufgezeichnet. Seitdem wurde CDF mehrfach umgebaut, um das Experiment an immer höhere Strahlintensitäten anzupassen.

## Forschungsziele
Ziel des CDF-Experiments ist die Untersuchung der Produktion und des Zerfalls schwerer Elementarteilchen wie Top-, Bottom- und Charmquarks und der elektroschwachen Eichbosonen W und Z. Des Weiteren untersucht CDF die Produktion hochenergetischer Photonen und Teilchenjets. Außerdem sucht die CDF-Kollaboration nach Signaturen sogenannter neuer Physik, d. h. nach neuen Teilchen und Phänomenen, die nicht durch das Standardmodell der Teilchenphysik erklärt werden können.

## Aufbau des Experiments
CDF ist ein Universaldetektor zur Aufzeichnung hochenergetischer Kollision von Protonen und Antiprotonen. Der Zentralteil des Detektors hat eine Größe von etwa 12 mal 12 mal 12 Metern.
Der Detektor ist radialsymmetrisch um das Strahlrohr, in dem die Teilchenkollisionen stattfinden, aufgebaut. Dem Strahlrohr am nächsten befindet sich ein System von Silizium-Streifendetektoren, mit dem sich der primäre Vertex, d. h. der Ort der Proton-Antiproton-Kollision, und sekundäre Vertices, d. h. die Orte von Zerfällen langlebiger Teilchen, genau vermessen lassen. Als Nächstes folgt eine Driftkammer, mit der sich Spuren geladener Teilchen über ein großes Volumen verfolgen lassen. Durch die Krümmung der Spuren geladener Teilchen in einem starken Magnetfeld von 1,4 Tesla können die Impulse dieser Teilchen ermittelt werden. Das Magnetfeld wird durch eine 4,8 m lange supraleitende Magnetspule mit einem Radius von 1,5 m erzeugt. Außerhalb der Magnetspule befinden sich so genannte elektromagnetische und hadronische Kalorimeter, in denen elektromagnetisch wechselwirkende Teilchen (Elektronen und Photonen) und Hadronen gestoppt und deren Energien vermessen werden. Außerhalb der Kalorimeter befinden sich Driftkammern zum Nachweis von Myonen.
Die Datennahme wird durch ein Datenerfassungs-Auslösesystem (Trigger) gesteuert, das in Echtzeit 1,7 Millionen Proton-Antiproton-Kollisionen pro Sekunde analysiert und aus dem Datenstrom etwa 100 Kollisionsereignisse zur späteren detaillierten Analyse auswählt.

## Wichtigste Ergebnisse
Zu den wichtigsten Ergebnissen des CDF Experiments gehört die Entdeckung des Top-Quarks (gleichzeitig mit D0-Experiment) und die Vermessung seiner Eigenschaften sowie die Messung der Materie-Antimaterie-Oszillationsfrequenz der Bs-Mesonen.